# 이오니아 학파
이오니아 학파(Ionian School)는 기원전 6세기부터 기원전 5세기에 걸쳐, 이오니아의 밀레토스를 중심으로 한 그리스 철학에서의 자연철학의 일파이다.

## 개요
이오니아 학파는 지각적인 정보를 바탕으로, 자연·만물의 근원인 '아르케'를 여러가지로 고찰한 자연철학의 효시로서 알려진다. 이오니아 학파로 분류되는 것은 탈레스, 아낙시만드로스, 아낙시메네스, 헤라클레이토스, 아낙사고라스, 아폴로니아의 디오게네스, 아르케라오스, 힙폰 등이다.
아리스토텔레스는 그들을 피시올로고이(physiologoi, '자연에 대해 말하는 사람'이라는 의미)라고 불렀다. 이오니아 학파라는 말의 사용은 2세기의 철학사가인 알렉산드리아의 소티온까지 거슬러 올라갈 수 있다. 그들은 때때로 '우주론자'라고도 불린다.
이오니아 학파에 속하는 학자의 여러 명은 밀레토스 학파로 나눌 수 있어 다른 학자들도 보다 복잡하게 분류되고 있다.
대부분의 우주론자는, 물질은 어느 것으로부터 어느 것으로 바뀔 수 있지만, 만물에 공통의 불변인 무엇인가를 가지고 있다고 생각했다. 그러나, 그들은 실험으로 찾아내는 것이 아니라, 종교나 신화보다는 오히려 추상적인 추리를 사용해 설명했다. 아리스토텔레스는 《형이상학》의 제1권 (Α권)에서 그들을 최초의 철학자로서 소개하고 있어, 서양 전통의 최초의 철학자들이 된 것이다.
후의 철학자들은 사색의 다른 영역도 포함하기 위해, 연구의 폭을 펼쳤다. 예를 들어 엘레아 학파는 인식론, 또는, 인간은 어떻게 물질이 존재하는 것을 알 수 있는지를 연구했다. 그렇다고는 해도, 이오니아 학파는 우리가 알고 있는 최초의 철학자들이며, 역사적으로도 여전히 중요한 그대로이다.

## 같이 보기
- 일원론
- 기계론
- 소크라테스 이전 철학자
- 밀레토스 학파